# Incheon Heungkuk Life Pink Spiders
Incheon Heungkuk Life Pink Spiders – żeński zespół piłki siatkowej, występujący w rozgrywkach tej dyscypliny w Korei Południowej. Klub założony został w Inczonie w 1971 roku.

## Osiągnięcia
Mistrzostwo Korei Południowej:
- 2006, 2007, 2009, 2019, 2025[2]
- 2008, 2011, 2017, 2021, 2023[3], 2024[4]
- 2016

Puchar KOVO:
- 2010

## Obcokrajowcy w zespole
| Lata gry                  | Imię i nazwisko     | Pozycja                |
| ------------------------- | ------------------- | ---------------------- |
| 2025– (od 02.01.2025)     | Marta Matejko       | atakująca              |
| 2024–                     | Anilise Fitzi       | środkowa               |
| 2024–2024 (do 12.2024)    | Tutku Burcu Yüzgenç | atakująca              |
| 2024–2024 (od 21.01.2024) | Willow Johnson      | atakująca              |
| 2023–2024                 | Reina Tokoku        | przyjmująca            |
| 2022–2024 (do 01.2024)    | Jelena Mladenović   | atakująca              |
| 2021–2022                 | Katherine Bell      | atakująca              |
| 2021–2021 (od 06.01.2021) | Bruna Moraes        | atakująca              |
| 2019–2021 (do 01.2021)    | Lucía Fresco        | atakująca              |
| 2018–2019                 | Berenika Tomsia     | atakująca              |
| 2017–2018 (od 01.12.2017) | Kryscina Kicka      | atakująca              |
| 2017–2017 (do 11.2017)    | Taylor Simpson      | przyjmująca, atakująca |
| 2016–2017                 | Tabitha Love        | atakująca              |
| 2015–2016                 | Taylor Simpson      | przyjmująca, atakująca |
| 2014–2015                 | Rachel Rourke       | atakująca              |
| 2013–2014                 | Elica Wasilewa      | przyjmująca            |
| 2010–2012                 | Mia Jerkov          | przyjmująca            |
| 2008–2010                 | Karina Ocasio       | atakująca              |